# Connectable
Connectable is een vorm van kunst in de openbare ruimte in Amsterdam-Oost. 
Het meerdelig werk is een vorm van toegepaste kunst in de vorm van (verplaatsbaar) straatmeubilair. Net als Boomstronken, een ander kunstproject op het Amsterdam Science Park moet het meubilair studenten, docenten, hoogleraren en bezoekers samenbrengen om ideeën uit te wisselen of zomaar een praatje te maken. De titel verwijst naar zowel verbinden (connect) als naar tafel (table). De ontwerper van het straatmeubilair is Natwerk van Frank de Ruwe, als kunstenaar beter bekend als Street Art Frankey. Doorgaans maakt hij kleine kunstobjecten ter verfraaiing van (in zijn ogen) saaie onderdelen van bouwwerken; deze beeldjes hebben de neiging net zo snel te verdwijnen als dat ze geplaatst zijn. De Connectables uit 2016 houden het langer vol; in 2024 werden er nog een aantal aangetroffen. De zitbanken kunnen door middel van uitsteeksels (tongen) en inkepingen als een legpuzzel aan elkaar gemonteerd worden. 
De fabricage was in handen van Grijzen International te Winterswijk , gespecialiseerd in straatmeubilair; zij maakte bijvoorbeeld ook Peel Plaza aan het Weesperplein, ook bestaande uit allerlei vormen zitjes.

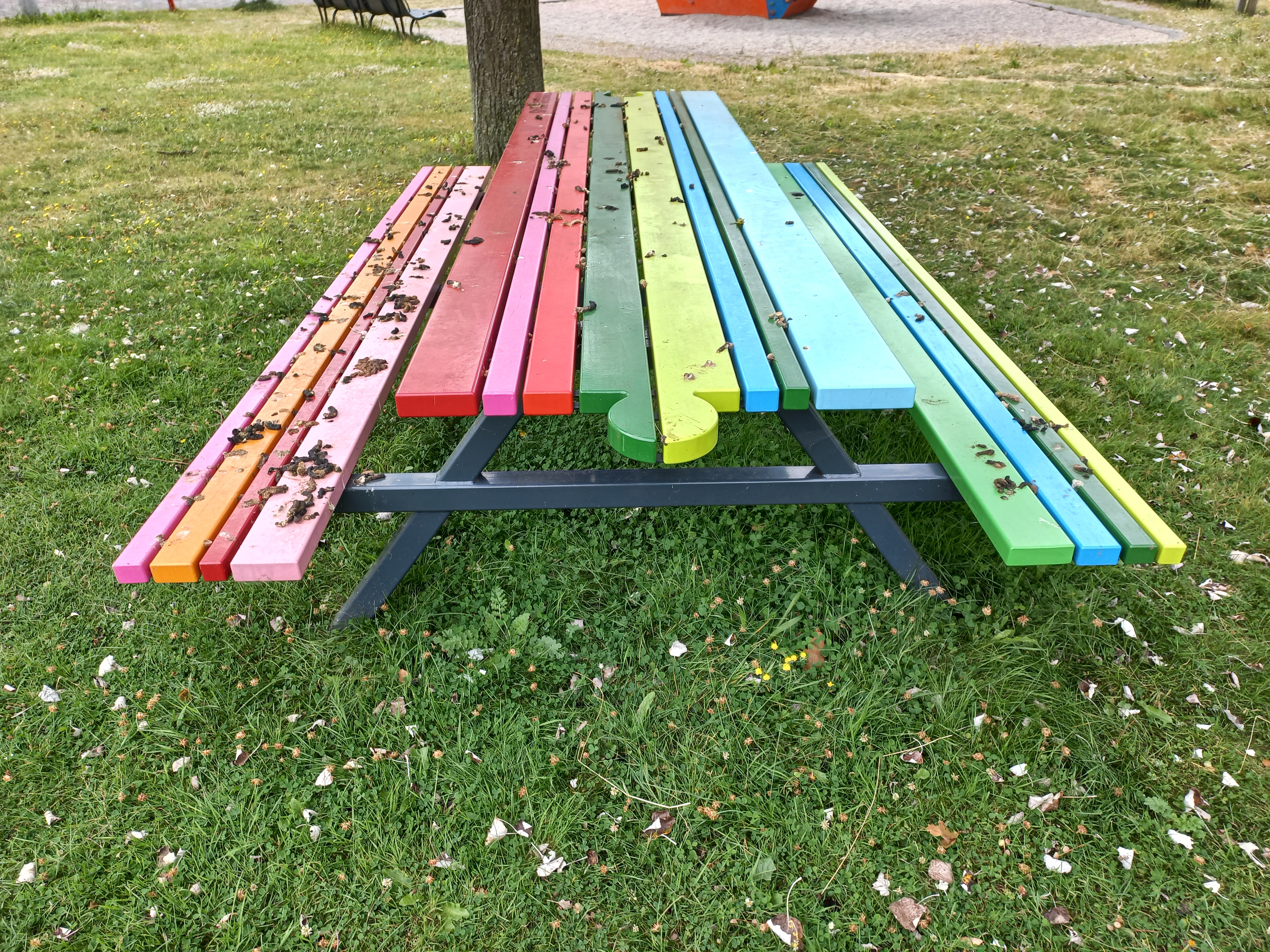
Connectable 45 met uitstulping (augustus 2024)